# Norwegische Frauen-Handballnationalmannschaft
Die norwegische Frauen-Handballnationalmannschaft vertritt Norwegen bei internationalen Turnieren im Frauenhandball.

## Geschichte
Das erste Länderspiel der norwegischen Auswahl fand am 29. September 1946 gegen Schweden statt, mit einem Endstand von 2:5. Insgesamt bestritt Norwegen 1446 Länderspiele (901 Siege, 98 Unentschieden, 447 Niederlagen).
Bislang konnten sie vier Weltmeisterschaften, drei Olympische Spiele sowie zehn Europameisterschaften gewinnen. Außerdem gewann Norwegen 2005 und 2008 den World Cup.
Norwegen hat seit seiner ersten Weltmeisterschafts-Medaille (Bronze 1986) bei internationalen Wettbewerben (Weltmeisterschaft, Europameisterschaft und Olympische Spiele) mehr Medaillen gewonnen als jedes andere Team; insgesamt gewannen die Norwegerinnen, inklusive der olympischen Goldmedaille 2024, 33 Medaillen bei diesen Wettbewerben.

## Platzierungen bei Meisterschaften

### Weltmeisterschaften (Feld)
nicht qualifiziert

### Weltmeisterschaften (Halle)
- Weltmeisterschaft 1971: 07. Platz
- Weltmeisterschaft 1973: 08. Platz
- Weltmeisterschaft 1975: 08. Platz
- Weltmeisterschaft 1982: 07. Platz
- Weltmeisterschaft 1986: 03. Platz
- Weltmeisterschaft 1990: 06. Platz
- Weltmeisterschaft 1993: 03. Platz
- Weltmeisterschaft 1995: 04. Platz
- Weltmeisterschaft 1997: 02. Platz
- Weltmeisterschaft 1999: 01. Platz (Weltmeister)
- Weltmeisterschaft 2001: 02. Platz
- Weltmeisterschaft 2003: 06. Platz
- Weltmeisterschaft 2005: 09. Platz
- Weltmeisterschaft 2007: 02. Platz
- Weltmeisterschaft 2009: 03. Platz
- Weltmeisterschaft 2011: 01. Platz (Weltmeister)
- Weltmeisterschaft 2013: 05. Platz
- Weltmeisterschaft 2015: 01. Platz (Weltmeister)
- Weltmeisterschaft 2017: 02. Platz
- Weltmeisterschaft 2019: 04. Platz
- Weltmeisterschaft 2021: 01. Platz von 32 Teams (Weltmeister)
Team: Henny Reistad (eingesetzt in 9 Spielen / 38 Tore), Emilie Hegh Arntzen (9/7), Veronica Kristiansen (9/25), Nora Mørk (9/43), Stine Bredal Oftedal (9/24), Malin Aune (6/11), Silje Solberg (8/1), Kari Brattset (9/38), Vilde Ingstad (9/10), Katrine Lunde Haraldsen (7/0), Moa Høgdahl (9/5), Marit Røsberg Jacobsen (9/24), Camilla Herrem (9/31), Sanna Solberg (9/33), Kristine Breistøl (9/3), Emilie Hovden (3/15), Rikke Marie Granlund (3/0), Maren Nyland Aardahl (9/12);[3] Trainer war Þórir Hergeirsson.
- Weltmeisterschaft 2023: 02. Platz (von 32)
Team: Maren Nyland Aardahl (9/20), Ingvild Bakkerud (9/18), Kari Brattset (6/7), Kristine Breistøl (6/8), Marie Davidsen (1/0), Thale Rushfeldt Deila (9/11), Camilla Herrem (9/42), Emilie Hovden (7/9), Vilde Ingstad (8/12), Katrine Lunde Haraldsen (7/0), Nora Mørk (7/26), Kristina Sirum Novak (3/11), Olivia Lykke Nygaard (2/1), Stine Bredal Oftedal (9/32), Henny Reistad (9/52), Maja Furu Sæteren (3/11), Stine Skogrand (8/27), Silje Solberg (8/1), Sanna Solberg (7/14)[4]
Trainer: Þórir Hergeirsson

### Europameisterschaften
- Europameisterschaft 1994: 03. Platz
- Europameisterschaft 1996: 02. Platz
- Europameisterschaft 1998: 01. Platz (Europameister)
- Europameisterschaft 2000: 06. Platz
- Europameisterschaft 2002: 02. Platz
- Europameisterschaft 2004: 01. Platz (Europameister)
- Europameisterschaft 2006: 01. Platz (Europameister)
- Europameisterschaft 2008: 01. Platz (Europameister)
- Europameisterschaft 2010: 01. Platz (Europameister)
- Europameisterschaft 2012: 02. Platz
- Europameisterschaft 2014: 01. Platz (Europameister)
- Europameisterschaft 2016: 01. Platz (Europameister)
- Europameisterschaft 2018: 05. Platz[5]

Mannschaftsaufstellung bei der Europameisterschaft 2018
- Europameisterschaft 2020: 01. Platz (Europameister)

Mannschaftsaufstellung bei der Europameisterschaft 2020
- Europameisterschaft 2022: 01. Platz (Europameister)

Mannschaftsaufstellung bei der Europameisterschaft 2022
- Europameisterschaft 2024: 01. Platz (Europameister)

Mannschaftsaufstellung bei der Europameisterschaft 2024

### Olympische Spiele
- Olympia 1988: 02. Platz
- Olympia 1992: 02. Platz
- Olympia 1996: 04. Platz
- Olympia 2000: 03. Platz
- Olympia 2008: 01. Platz (Olympiasieger)
- Olympia 2012: 01. Platz (Olympiasieger)
- Olympia 2016: 03. Platz
- Olympia 2020: 03. Platz
- Olympia 2024: 01. Platz (Olympiasieger)

## Kader für die Europameisterschaft 2024
Katrine Lunde Haraldsen (Vipers Kristiansand), Silje Solberg (Vipers Kristiansand), Eli Marie Raasok (Storhamar Håndball), Maren Nyland Aardahl (Odense Håndbold), Kari Brattset Dale (Győri ETO KC), Ane Cecilie Høgseth (Storhamar Håndball), Camilla Herrem (Sola HK), Sanna Solberg (Team Esbjerg), Emilie Hovden (Győri ETO KC), Marit Røsberg Jacobsen (Team Esbjerg), Stine Skogrand (Ikast Håndbold), Ingvild Bakkerud (Ikast Håndbold), Live Rushfeldt Deila (Team Esbjerg), Kristine Breistøl (Győri ETO KC), Henny Reistad (Team Esbjerg), Thale Rushfeldt Deila (Odense Håndbold), Anniken Obaidli (Storhamar Håndball)

## Rekordspielerinnen

### Meiste Spiele
| Spiele | Name                          | Zeitraum  |
| ------ | ----------------------------- | --------- |
| 373    | Katrine Lunde Haraldsen       | seit 2002 |
| 332    | Camilla Herrem                | 2006–2024 |
| 305    | Karoline Dyhre Breivang       | 2000–2014 |
| 296    | Susann Goksør Bjerkrheim      | 1987–2000 |
| 279    | Linn-Kristin Riegelhuth Koren | 2003–2016 |
| 269    | Heidi Sundal                  | 1980–1993 |
| 269    | Stine Bredal Oftedal          | 2010–2024 |
| 264    | Tonje Larsen                  | 1992–2010 |
| 250    | Annette Skotvoll              | 1987–1996 |
| 244    | Karin Ryen                    | 1984–1993 |

### Meiste Tore
| Tore | Name                          | Zeitraum  |
| ---- | ----------------------------- | --------- |
| 1003 | Kjersti Grini                 | 1987–2001 |
| 971  | Linn-Kristin Riegelhuth Koren | 2003–2016 |
| 951  | Camilla Herrem                | 2006–2024 |
| 921  | Cathrine Roll-Matthiesen      | 1985–1996 |
| 913  | Nora Mørk                     | seit 2010 |
| 844  | Susann Goksør Bjerkrheim      | 1987–2000 |
| 834  | Trine Haltvik                 | 1984–2000 |
| 801  | Heidi Løke                    | 2006–2020 |
| 757  | Stine Oftedal Dahmke          | 2010–2024 |
| 731  | Heidi Sundal                  | 1980–1993 |

Stand: 17. August 2025